# Казасси, Антонио
Антонио Казасси (ит. Antonio Casassi) — российский театральный деятель, импресарио, танцовщик итальянского происхождения.

## Биография
По мнению музыковеда А. Л. Порфирьевой, был братом танцовщицы Марии Канциани, супруги танцовщика и балетмейстера Джузеппе Канциани. Во второй половине 1770-х годах исполнял партии в балетах на сценах театров Венеции, Болоньи и Милана.
В 1780 году поступил на службу в дирекцию Императорских театров, где за последующее десятилетие был танцовщиком, бутафором, смотрителем (фактически кладовщиком и комендантом) Каменного театра (1786), смотрителем при сборах и при раздаче входных билетов в театры (1788). Со второй половины 1780-х годах также стал заведовать буфетом, сперва в Деревянном, потом в Каменном, а затем и в собственном театре.
В качестве танцовщика исполнил партию главы египетских войск Никанора в балете Дж. Канциани «Клеопатра» (1781) и несколько менее значительных партий. В 1786 году имел ранг артиста и получал 600 рублей (для сравнения премьеры-балетмейстеры Г. Анджолини и Ш. Ле Пик получали 4000 руб.). Упоминается как танцовщик ещё в 1791 и 1799 годах (в первом случае получал 900 руб., тогда как Ле Пик — 6000 руб., а фигуранты — 150—400).
В 1792 году предложил директору театров Н. Б. Юсупову проект реформирования Театральной школы (где фактически заведовал всей материальной частью), который был принят. Согласно проекту Казасси обучение театральным искусствам в школе должно было быть разноплановым: «воспитанники театральные, все вообще, должны учиться музыке, танцевать, по-русски порядочно писать и читать, а также, если заблагорассудится, и по-французски…», что должно позволить воспитаннику стать танцовщиком или музыкантом при отсутствии актёрских способностей, а также из-за высокой загруженности не придаваться праздности (к проекту прилагалось подробное расписание занятий).
Во второй половине 1790-х годах также — поставщик дров для дирекции Императорских театров, лошадей и экипажей для артистов, а также освещения для Каменного театра. В 1799 году получил чин титулярного советника, что свидетельствовало об одобрении дирекцией коммерческой и организаторской деятельности Казасси (чиновники находились в придворной иерархии значительно выше артистов).
В 1798 году оказался в Германии, где познакомился с молодым композитором Катерино Кавосом и по одной из версий предложил ему работу в итальянской труппе в Петербурге.
В 1799 году был уполномочен дирекцией Императорских театров вести денежные и материальные дела итальянской труппы Дж. Астариты, а в 1801 году эта труппа (Астарита к тому времени отошёл от управления) была передана на содержание Казасси. Согласно контракту он становился антрепренёром итальянской труппы, что в то время подразумевало постройку собственного театра.
Деревянный театр был построен В. Бренной (на месте нынешнего Александринского театра) в период 1801—1802 годов, поскольку с лета 1802 года в нём начались представления (первоначально труппы Каменного театра, находившегося в ремонте, то есть, Казасси сдавал театр в аренду). К этому времени труппы Астариты уже не существовало: у артистов закончились контракты, и Казасси собрал в Италии новую труппу (значительно менее «звёздную»), в которую входил, в частности, тенор Д. Ронкони. 1 октября состоялось официальное открытие театра (оперой С. Назолини «Смерть Клеопатры»).
Однако уже в начале 1803 года, остро нуждаясь в ещё одной театральной сцене, дирекция Императорских театров убедила императора выкупить у Казасси театр и труппу: они были переданы в казну в апреле того же года. При этом летом 1803 года Казасси был уволен с государственной службы, ему была назначена пенсия, и с ним был заключён трёхлетний контракт на должность инспектора итальянской труппы (фактически он продолжал руководить труппой и быть комендантом театра, не платя при этом труппе из собственных средств, однако лишившись и доходов от представлений).
Последний спектакль труппа дала летом 1805 года, однако ряд артистов и музыкантов продолжали числиться в ней далее. Сам Казасси был уволен летом 1806 года после окончания контракта.

## Семья
Жена — Мария Францевна, урождённая Эгер, надзирательница Театральной школы. Сын Иван Антонович в 1830-е годы был кавказским военным полицмейстером.